# علی شجاعی (بازیکن فوتبال)
علی شجاعی (زادهٔ ۸ بهمن ۱۳۷۵) بازیکن فوتبال اهل ایران است که در پست‌های وینگر و مدافع چپ بازی می‌کند.

## عملکرد باشگاهی

### سایپا کرج
نخستین بازی او برای باشگاه سایپا بازی جام حذفی ۹۵–۹۴ برابر تراکتور بود که علی شجاعی در دقیقه ۶۳ و به عنوان مهاجم به جای علی زینالی به میدان آمد. از فصل ۲۰۱۵ تا ۲۰۱۸ لیگ فوتبال ایران، شجاعی در خدمت تیم سایپا بود.

### نساجی مازندران
در ۲۰ تیر ۱۳۹۷، او با قراردادی به نساجی پیوست.او برای این تیم ۳۹ بازی کرد و ۵ گل زد و ۳ پاس گل هم داد، و برای بازی‌های مقدماتی المپیک، به تیم ملی فوتبال امید ایران دعوت شد.

### پرسپولیس تهران

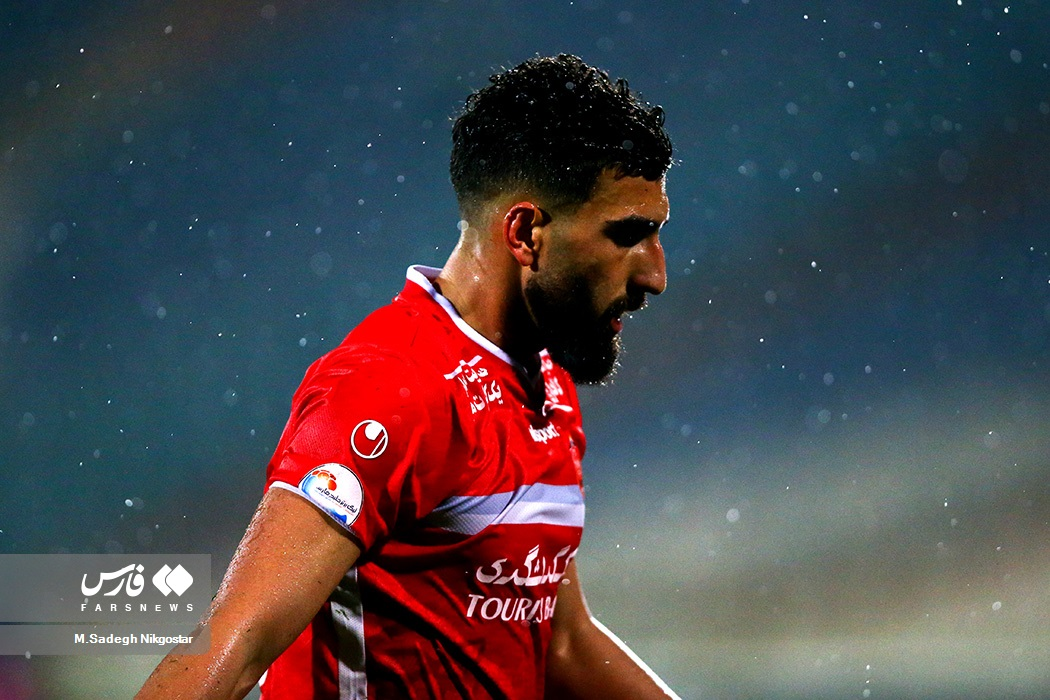
علی شجاعی در حال بازی برای پرسپولیس

در ۱۸ شهریور ۱۳۹۹، شجاعی با قراردادی دوساله به تیم پرسپولیس پیوست. او پس از پیوستن به پرسپولیس، به خبرنگاران گفت: «به تیمی پیوستم که از بچگی عاشقش بودم». او در نیمه‌نهایی لیگ قهرمانان آسیا ۲۰۲۰ که در قطر برگزار می‌شد، گل پنجم و صعود به فینال را در ضربات پنالتی وارد دروازه النصر عربستان کرد و به راه‌یابی پرسپولیس به فینال لیگ قهرمانان آسیا ۲۰۲۰ کمک کرد. در خرداد ۱۴۰۰ او با پرسپولیس تهران توانست قهرمان سوپر جام فوتبال ایران در فصل ۱۳۹۹ شود.

### نساجی مازندران
شجاعی در ۲ تیر ۱۴۰۱ با قراردادی یکساله به نساجی پیوست.

## فولادخوزستان
علی شجاعی در مرداد ماه ۱۴۰۲ به فولاد پیوست و در ۳۱ تیر ۱۴۰۳ از این تیم جدا شد.

## مس رفسنجان
علی شجاعی در مرداد ماه ۱۴۰۳ به مس رفسنجان پیوست و در ۱۲ تیر ۱۴۰۴ از این تیم جدا شد.

## خیبر خرم‌آباد
شجاعی در ۱۲ تیر ۱۴۰۴ به خیبر پیوست. 

## آمار باشگاهی
تا تاریخ ۲۱ دی ۱۴۰۱
| باشگاه     | دسته       | فصل        | لیگ برتر | لیگ برتر | جام حذفی | جام حذفی | آسیا | آسیا | سوپر جام | سوپر جام | مجموع | مجموع |
| باشگاه     | دسته       | فصل        | بازی     | گل       | بازی     | گل       | بازی | گل   | بازی     | گل       | بازی  | گل    |
| ---------- | ---------- | ---------- | -------- | -------- | -------- | -------- | ---- | ---- | -------- | -------- | ----- | ----- |
| ساپیا      | لیگ برتر   | ۹۵–۱۳۹۴    | ۳        | ۰        | ۰        | ۰        | ۰    | ۰    | ۰        | ۰        | ۳     | ۰     |
| ساپیا      | لیگ برتر   | ۹۶–۱۳۹۵    | ۲        | ۰        | ۰        | ۰        | ۰    | ۰    | ۰        | ۰        | ۲     | ۰     |
| ساپیا      | لیگ برتر   | ۹۷–۱۳۹۶    | ۴        | ۰        | ۰        | ۰        | ۰    | ۰    | ۰        | ۰        | ۴     | ۰     |
| ساپیا      | مجموع      | مجموع      | ۹        | ۰        | ۰        | ۰        | ۰    | ۰    | ۰        | ۰        | ۹     | ۰     |
| نساجی      | لیگ برتر   | ۹۸–۱۳۹۷    | ۱۵       | ۰        | ۲        | ۱        | ۰    | ۰    | ۰        | ۰        | ۱۷    | ۱     |
| نساجی      | لیگ برتر   | ۹۹–۱۳۹۸    | ۲۱       | ۴        | ۱        | ۰        | ۰    | ۰    | ۰        | ۰        | ۲۲    | ۴     |
| نساجی      | مجموع      | مجموع      | ۳۶       | ۴        | ۳        | ۱        | ۰    | ۰    | ۰        | ۰        | ۳۹    | ۵     |
| پرسپولیس   | لیگ برتر   | ۹۹–۱۳۹۸    | ۰        | ۰        | ۰        | ۰        | ۴    | ۰    | ۰        | ۰        | ۴     | ۰     |
| پرسپولیس   | لیگ برتر   | ۰۰–۱۳۹۹    | ۱۱       | ۰        | ۱        | ۰        | ۵    | ۰    | ۱        | ۰        | ۱۸    | ۰     |
| پرسپولیس   | لیگ برتر   | ۰۱–۱۴۰۰    | ۱۵       | ۱        | ۲        | ۱        | ۰    | ۰    | ۱        | ۰        | ۱۸    | ۲     |
| پرسپولیس   | مجموع      | مجموع      | ۲۶       | ۱        | ۳        | ۱        | ۹    | ۰    | ۲        | ۰        | ۴۰    | ۲     |
| نساجی      | لیگ برتر   | ۰۲–۱۴۰۱    | ۱۵       | ۰        | ۱        | ۰        | ۰    | ۰    | ۱        | ۰        | ۱۷    | ۰     |
| نساجی      | مجموع      | مجموع      | ۱۵       | ۰        | ۱        | ۰        | ۰    | ۰    | ۱        | ۰        | ۱۷    | ۰     |
| مجموع آمار | مجموع آمار | مجموع آمار | ۸۶       | ۵        | ۷        | ۲        | ۹    | ۰    | ۳        | ۰        | ۱۰۵   | ۷     |

## افتخارات
پرسپولیس
- لیگ برتر (۱): ۱۴۰۰–۱۳۹۹؛ نایب‌قهرمانی (۱): ۰۱–۱۴۰۰
- سوپر جام (۱): ۱۳۹۹؛ نایب‌قهرمانی (۱): ۱۴۰۰
- لیگ قهرمانان آسیا نایب‌قهرمانی (۱): ۲۰۲۰